# ティミスカミングショアーズ
ティミスカミングショアーズ（英：City of Temiskaming Shores）は、カナダのオンタリオ州北部、ティミスカミング地区に位置する都市。肥沃な土地が広がるクレイ・ベルトの南端にあり、ケベック州との州境、ディミスカミング湖と接している。
2004年にニューリスカード、ヘイリーベリー、ダイモンドの3都市が合併したことにより誕生した。人口は1万人をわずかに超える。ヘイリーベリーにはティミスカミング地区の行政府が置かれている。

## 地区
- ヘイリーベリー（Haileybury）

市の南部にあり人口およそ4,500人。
- ニューリスカード（New Liskeard）

市の中心にあり人口およそ4,800人。
- ダイモンド（Dymond）

市の北部にあり、市内唯一の大型商業施設（ショッピングモール）がある。

## 言語
ティミスカミングショアーズはケベック州に隣接しているため、フランス系カナダ人人口の割合が高い都市で2006年統計によるとフランス語の母語話者の割合は30.0%に達する。
| 母語話者（ティミスカミングショアーズ）2006 | 母語話者（ティミスカミングショアーズ）2006 | 母語話者（ティミスカミングショアーズ）2006 | 母語話者（ティミスカミングショアーズ）2006 | 母語話者（ティミスカミングショアーズ）2006 |
| ------------------------------------------ | ------------------------------------------ | ------------------------------------------ | ------------------------------------------ | ------------------------------------------ |
|                                            |                                            |                                            |                                            |                                            |
| 英語                                       | 英語                                       |                                            | 65.8%                                      | 65.8%                                      |
| フランス語                                 | フランス語                                 |                                            | 30.0%                                      | 30.0%                                      |